# Bärenstein
Bärenstein település Németországban, azon belül Szászország tartományban. Lakosainak száma 2249 fő (2023. december 31.). Bärenstein Vejprty és Sehmatal községekkel határos.

## Népesség
A település népességének változása:
| Lakosok száma | 2433 | 2346 | 2296 | 2276 | 2245 | 2249 |
|               | 2014 | 2017 | 2019 | 2021 | 2022 | 2023 |